# Faafaxdhuun

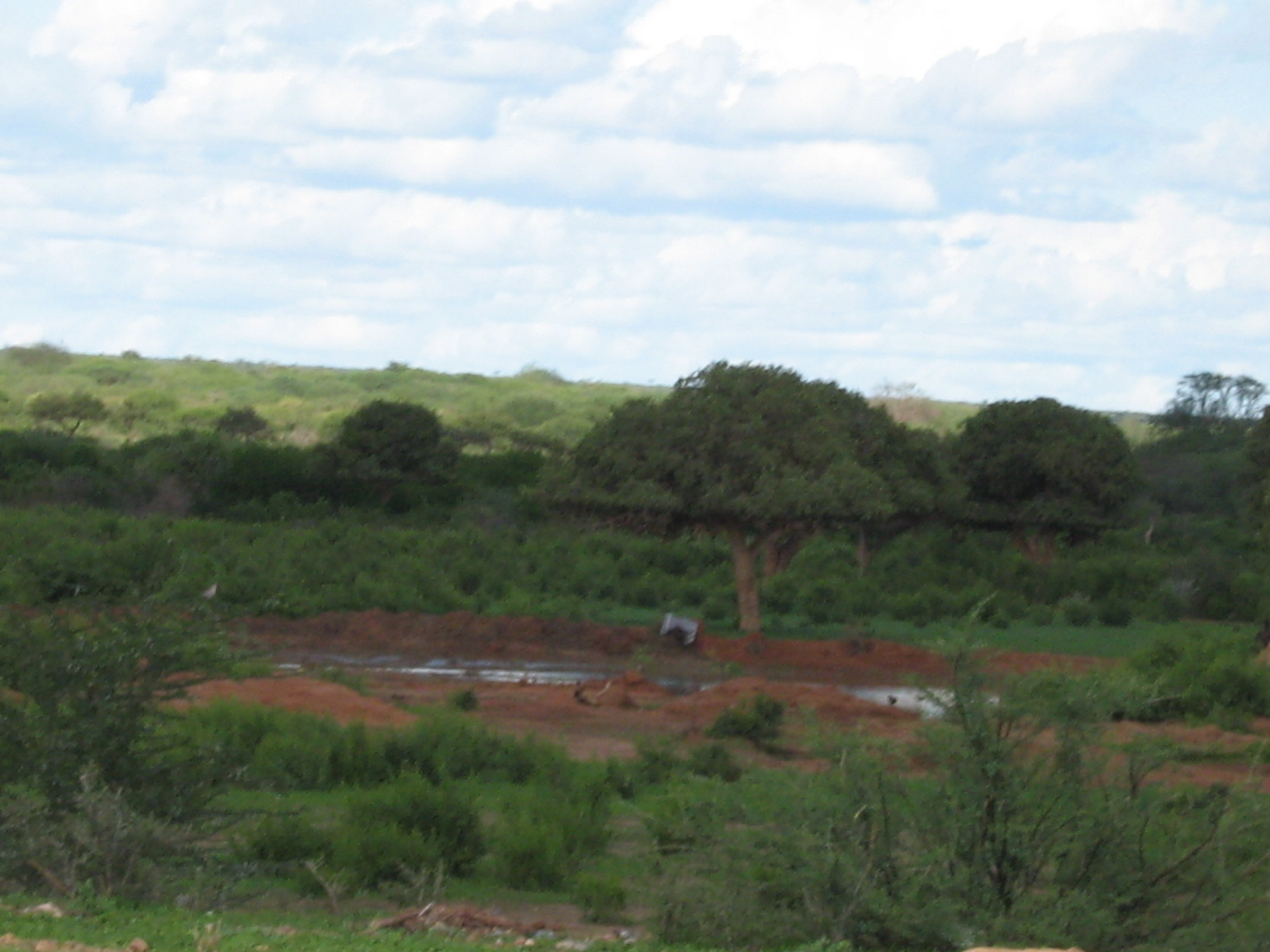
Waterplaats voor vee in de buurt van Faafaxdhuun

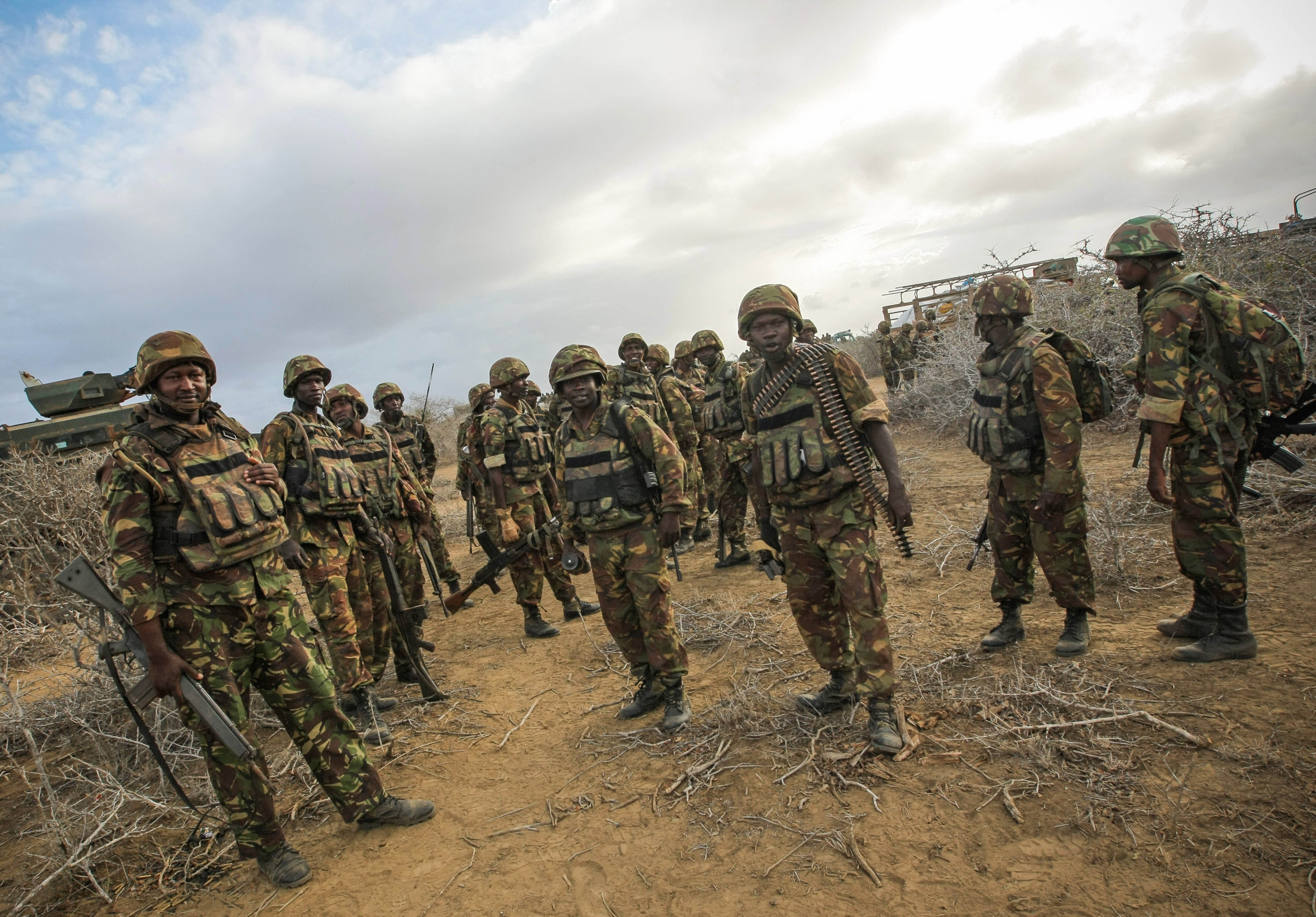
Keniaanse soldaten van de Afrikaanse vredesmacht AMISOM, ergens in Zuid-Somalië in 2012.

Faafaxdhuun (ook: Faafax Dhuun, Faafaxadhuun, Faafaxhuun, Faafxadhuun, Faafax duum, Fafodun, Fafadum, Fafahdun, Fafadun) is een dorp in het District Baardheere in de regio Gedo, Jubaland, in het zuiden van Somalië. Faafaxdhuun ligt ruim 83 km (hemelsbreed 75 km) ten zuidwesten van Baardheere en hemelsbreed 70 km van de grens met Kenia. Er staat een zendmast aan de noordrand van het dorp. In april 2014 werd er een kliniekje voor moeder- en kindzorg geopend.

In het omringende platteland leeft de grootste populatie kamelen van de regio Gedo. Ongeveer 50 km ten westen van Faafaxdhuun ligt de lokaal beroemde Gelgesha prairie (Banka Gelgel), een open vlakte zover het oog kan zien. Hier leven o.a. struisvogels, oryxen (spiesbokken), gerenoeks (girafgazellen) en wrattenzwijnen.

## Somalische burgeroorlog
De ligging van Faafaxdhuun, halverwege de Keniaanse grens en de vallei van de Juba-rivier -die al jarenlang in handen is van de islamitische terreurbeweging Al-Shabaab- maakt dat het dorp al geruime tijd in de frontlinie ligt in de strijd tussen Al-Shabaab en het Keniaanse troepencontingent binnen de Afrikaanse vredesmacht AMISOM die soms gesteund wordt door Somalische troepen. Zo vonden zware gevechten plaats in en rond Faafaxdhuun in augustus 2012 tussen Al-Shabaab en troepen van Somalië's federale overgangsregering, gesteund door AMISOM. Slachtoffers van beide partijen lagen in de straten en Al-Shabaab zou het dorp volgens eigen zeggen korte tijd in handen hebben gehad. In november 2014 werd er wederom strijd geleverd. 
In juli 2015, in het kader van het AMISOM-offensief "Juba Corridor", dat tot doel had Al-Shabaab uit de Juba-vallei te verdrijven, werd de weg van Baardheere langs Faafaxdhuun naar de Keniaanse grens gezuiverd van landmijnen die daar door Al-Shabaab gelegd zouden zijn.
Eén km ten zuidwesten van Faafaxdhuun bevond zich tot voor kort een grote legerbasis (een zgn. "forward operating base") van Keniaanse AMISOM-troepen. Nadat een vergelijkbare basis in El Adde (96 km noordelijker) op 15 januari 2016 door Al-Shabaab was aangevallen en veroverd, waarbij ca. 150 Keniaanse soldaten waren gesneuveld, werden een aantal van deze bases verlaten, waaronder ook die in Faafaxdhuun, in februari 2016. Vanwege de nabijheid van Kenia was er in Faafaxdhuun al vanaf de vroege jaren '60 ook een Somalische legerbasis. Tot in de late jaren '80 was hier Somalië's 63rd Army Division gestationeerd.

## Klimaat
Faafaxdhuun heeft een tropisch savanneklimaat met een gemiddelde jaartemperatuur van 28,3°C. De warmste maand is maart met gemiddeld 30,6°C; de koelste maand is juli, gemiddeld 26,2°C. De jaarlijkse neerslag bedraagt ca. 402 mm (ter vergelijking, in Nederland ca. 800 mm). Er zijn twee droge seizoenen (januari-februari en van juni-september) afgewisseld door twee regenseizoenen van maart-mei en oktober-december. De natste maanden zijn april en november; er valt dan 104 resp. 97 mm. De fluctuaties in regenval kunnen door de jaren heen aanzienlijk zijn.